# すすめ!ジャンプへっぽこ探検隊!
『すすめ！ジャンプへっぽこ探検隊！』（すすめジャンプへっぽこたんけんたい）は、サクライタケシによる日本の漫画。『週刊少年ジャンプ』（集英社、以下『WJ』）や『少年ジャンプ+』（集英社、以下『J+』）の舞台裏について取材したルポルタージュ作品。『J+』2017年2月16日より月一で連載中。『少年ジャンプに人生賭けてみた』のタイトルで2018年2月15日配信分まで収録の単行本が2018年5月に発売された。

## 概要
『J+』創刊作品である『ジャンプの正しい作り方!』の続編的位置づけで、タイトル変更を考慮しなければ『猫田びより』と並ぶ『J+』最長期連載作品の一つである。
主にサクライと担当編集者らがジャンプに関わる作家や現場を巡り、それをサクライが漫画化している。
ジャンプ関連イベントや集英社とその関連企業などが主な取材対象である。そのほか『ONE PIECE』（6話）・『ブラッククローバー』（9話）・『鬼滅の刃』（21話）・『ニセコイ』（22話）・『サムライ8 八丸伝』（30話）といった『WJ』作品、『地獄楽』（20・40話）・『左ききのエレン』（33話）・『SPY×FAMILY』（35・40話）・『猫田びより』（38話）など他の『J+』作品の関係者にも取材が行われている。
『週刊少年ジャンプ』2017年45号に番外編が出張掲載された。

## 主な登場人物
サクライタケシ
本作の作者。おにぎり屋であるため、顔がおにぎりの姿で描かれる。担当編集者と共に様々な現場を巡り作品を作る。
サクライの妻
顔がメロンパンの姿で描かれる。時としてサクライと共に取材をしたり、本作でイラストを寄稿したりする。

### 編集者
M山
初代担当編集者（前作より4話まで）。サクライがルポルタージュ漫画を描くきっかけとなった人物でもある。
I藤
2代目担当編集者（5話より）。
U田
3代目担当編集者（33話より）。
S
4代目担当編集者（75話より）。
T田
5代目担当編集者（89話より）。
H子
『WJ』10代目編集長。『J+』初代編集長。他の編集者と異なり、強烈なオーラを放つ姿で描かれる
N野
『WJ』11代目編集長。
H野
『J+』2代編目集長。

## 3話について
3話『ジャンプ編集部の女子トイレのマークを矢吹健太朗先生がデザインしたらこうなった!!』（2017年4月19日掲載）に登場するWJ編集部内の女子トイレマーク（デザイン：矢吹健太朗）が性的との批判があり、4月23日に3話がお詫びページに差し替えられた。
最終ページで「ジャンプ関係者の女子のみなさん! 編集部にお越しの際は是非 女子トイレにお立ち寄り下さい! 矢吹先生ご協力ありがとうございました!!」と締めくくられていたが、編集部は「当該トイレ標識は撮影用に短時間掲出したもので、社内で公式採用した事実はございません」としている。

## 評価
本作（および『ジャンプの正しい作り方!』）の影響で、他の『J+』のルポルタージュ漫画でも作者がおにぎりを被った姿で登場することがある。
- 『トマトイプーのリコピン』番外編（2019年2月25日掲載） - 講談社を訪れた作者の大石浩二がおにぎりを被った姿で描かれる
- 『「デリバリーおじさん」の作者がジャンプルーキー！イベントにデリバリーされた話。』（2019年10月19日掲載） - 原作担当の岡悠がおにぎりを被った姿で描かれる。作中で岡は、おにぎりを被ることは「かつて大石先生ですら守った」「ジャンププラスのルポ漫画の不文律」であると発言する。また、作画担当の青野てる坊はTwitterで、ルポルタージュ漫画を描くために何度もサクライの作品を読んで参考にしたと呟いている[11]

集英社は本作を「写真や文章だけでは伝えることが難しいこだわりのポイントを、楽しみながら理解することが出来るストーリー構成となっており、読者からも毎回とても好評です」と紹介している。2020年9月時点でJ+編集長のH野は、サクライの技術の向上と「今は何を取材してもうまく料理している」ことを評価し、連載を打ち切ることはないと明言している。
40話には、コロナウイルス流行の影響による接触制限下での取材過程（2020年3月末）が描かれている。そのため、自身の作品『地獄楽』が取り上げられた賀来ゆうじは、「現在の非接触状況自体をルポに起こした、後世に残す価値もある漫画に仕上がっている」と評している。

## 書誌情報
- サクライタケシ 『少年ジャンプに人生賭けてみた』 集英社〈ジャンプ・コミックス〉、既1巻（2018年5月2日現在）